# Inspiração (teologia)

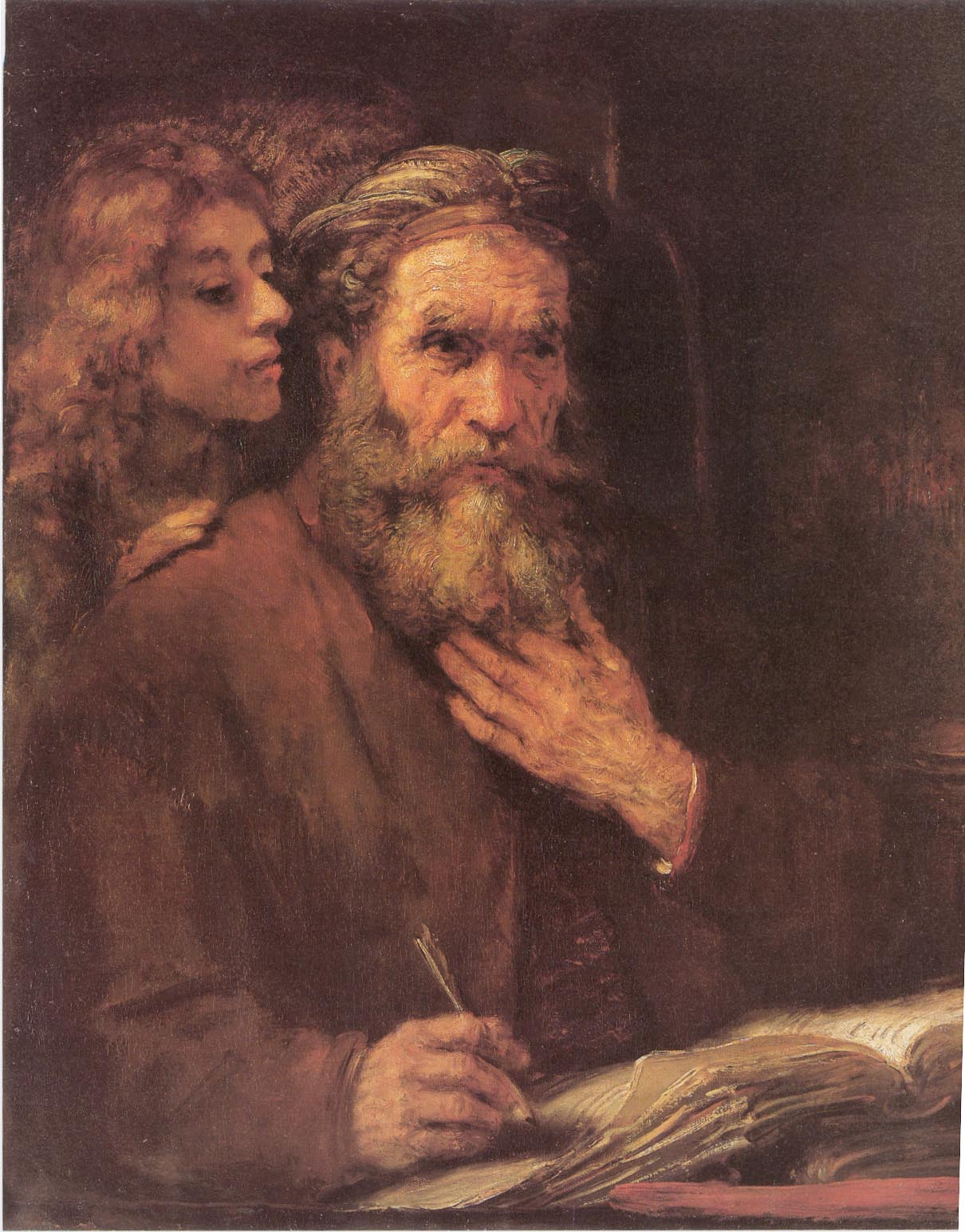
O evangelista Mateus inspirado por um anjo (1661): pintura de Rembrandt

Inspiração é o conceito teológico segundo o qual obras e feitos de seres humanos intimamente ligados a Deus, sobretudo as Escrituras do Antigo e do Novo Testamentos, receberam uma supervisão especial do Espírito Santo, de tal sorte que as palavras ali registradas expressam, de alguma maneira, a revelação de Deus.

## Etimologia
A palavra "inspiração" vem do termo latino inspiratio e do verbo inspirare. Inspirare é composto pelo prefixo in (em português, "em") e o verbo spirare (soprar). Inspirare significa "soprar em" ou "insuflar". Já no tempo clássico do Império Romano, inspirare recebeu a conotação de "respirar profundamente" e o sentido figurativo de "insinuar algo no coração de alguém".

## Bases bíblicas
A doutrina da inspiração da Bíblia tem fundamento mais explícitos em duas passagens do Novo Testamento:
"Toda Escritura divinamente inspirada é proveitosa para o ensino, a repreensão, a correção e para instrução na justiça".— 2 Timóteo 3:16
"Porque nem por vontade do homem veio alguma profecia, mas pelo Espírito Santo dirigiu sobre o quê os homens santos de Deus falaram".2 Pedro 1:21.
A doutrina da inspiração confere autoridade como regra de fé e conduta às Escrituras, por postular sua origem divina. No entanto, no contexto bíblico havia liberdade para os escribas e amanuenses escrever, editar e expandir o texto, conforme aparece em Jeremias:
"Tomou, pois, Jeremias outro rolo e o deu a Baruque, filho de Nerias, o escrivão, o qual escreveu nele, da boca de Jeremias, todas as palavras do livro que Jeoaquim, rei de Judá, tinha queimado; e ainda se acrescentaram a elas muitas palavras semelhantes". Jeremias 36:32.

## Inspiração verbal dinâmica
É a teoria de que os autores testemunharam e registraram fidedignamente os eventos que compõem o texto bíblico sob a guia do Espírito Santo. Entretanto, em uma analogia à doutrina da encarnação, os autores não despojaram de seus aspectos humanos na produção textual. Assim, há um concurso entre o divino e o humano para a Bíblia ser plenamente inspirada e plenamente compreensível no horizonte humano. Na visão neo-ortodoxa e alguns setores do evangelicalismo, se acha a frase: "A Bíblia é a palavra (Logos) de Deus", mas não "palavras (léxis) de Deus."  Assim, a inspiração teria o propósito de oferecer um parâmetro seguro para as crenças e condutas relevantes à salvação.

## Inspiração verbal mecânica
É a teoria de que o texto é inspirado diretamente de Deus a cada palavra. Isso pode ser em forma de um ditado (inspiração mecânica ou de ditado, ipsissima verba), ou em forma de uma supervisão, que deixa o autor usar o seu estilo próprio, mas interfere para o autor não cometer erros (inspiração verbal plena, ipsissima vox). Evidentes contradições e equívocos da Bíblia são ou erros de copiadores ou mistérios de Deus, ou os defensores da inspiração verbal falam que as passagens contraditórias se referem a assuntos diferentes. A inspiração verbal é doutrina para muitas igrejas evangélicas aderentes às correntes teológicas do evangelicalismo ou do fundamentalismo

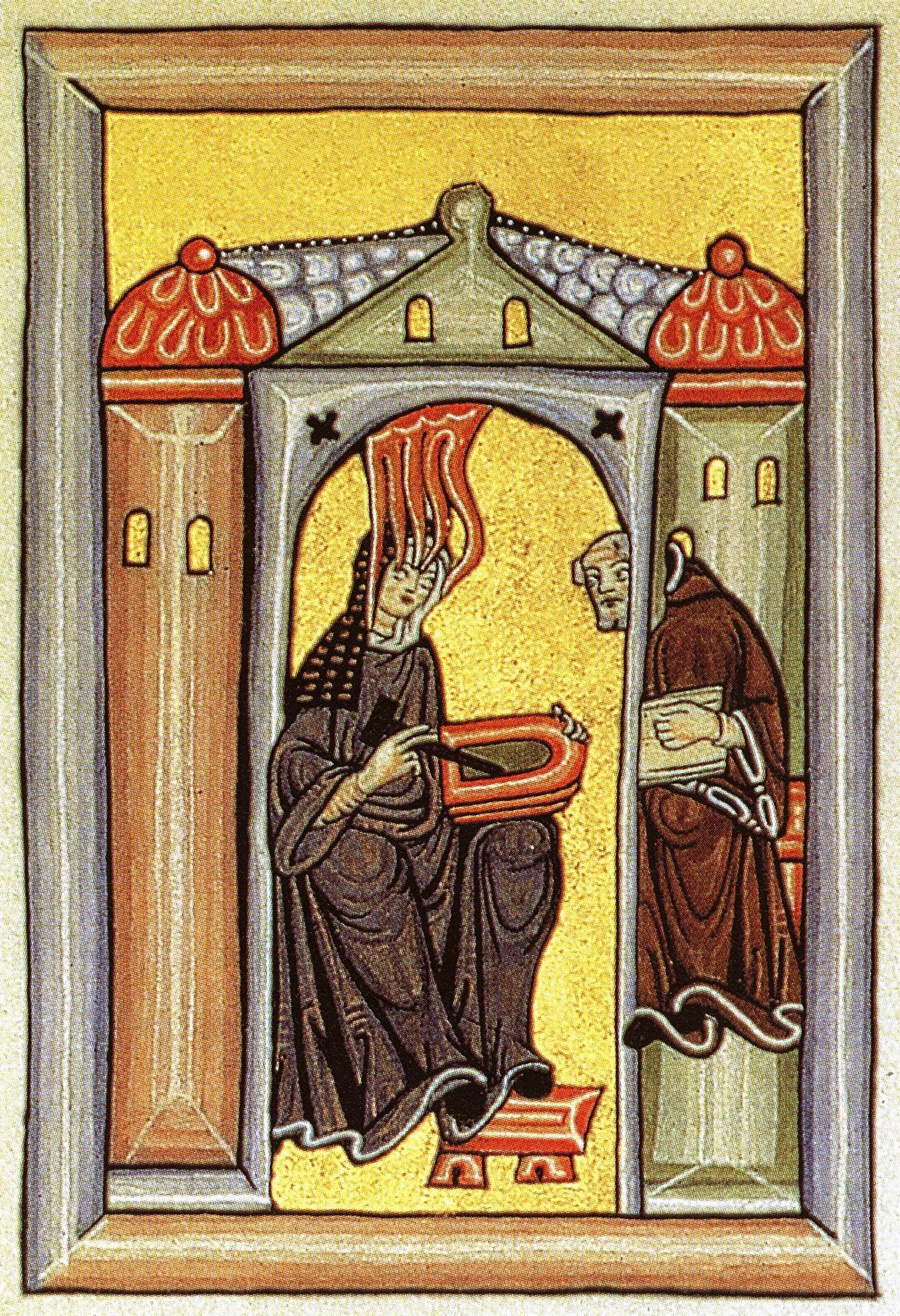
"A compositora e poeta Hildegarda de Bingen recebe inspiração divina" (ilustração no Codex de Rupertsberg, no Liber scivias Domini, do ano 1180)

## Inspiração geral ou inspiração limitada
É a teoria de que o autor é inspirado por Deus de alguma forma. Deus se manifesta ao autor por meio de sonhos, palavras insinuadas, pessoas, anjos, entre outros, e o autor recebe, assim, uma mensagem. Muitas vezes, ele anota-a muito mais tarde. Se o autor errar em detalhes, o Espírito Santo não se intromete. Ou então o Espírito Santo não se intromete nunca. Assim, se explicam pequenos equívocos na Bíblia, assim como erros ortográficos e notas erradas em músicas inspiradas. 

## Visão liberal e progressiva
Teólogos liberais e progressivos negam a inspiração como fonte principal de obras sacras e veem, nelas, somente criações de pessoas profundamente religiosas, que certamente sabem muito de Deus em relação a outras pessoas, mas pouco diante da grandeza do mistério de Deus.

## Visão católica
Na Igreja Católica Romana, existem várias correntes teológicas, mas a opinião oficial é que a Bíblia é inspirada na forma geral e não verbal. A Bíblia tem que ser vista no contexto histórico e na luz da tradição católica romana. Por outro lado, o papa reclama, para si mesmo, uma inspiração divina infalível, se ele fala ex cathedra.

## Visão da Reforma Protestante
Os reformadores fortaleceram as Escrituras e rejeitaram a tradição católica romana como fontes divinas. Martinho Lutero, que nasceu católico, partiu, no início da Reforma, da teoria de que nem todas as partes da Bíblia seriam inspiradas. Mais tarde, ele reconheceu todas as partes como inspiradas, assim como os outros reformadores. Ele falou também sobre várias músicas que seriam inspiradas (de forma geral e limitada, destacando, porém, o hino em latim Veni, sancte spiritus (em alemão, Komm, heiliger Geist, Herre Gott. Em português, "Venha, Espírito Santo".)